# Fedcupový tým Západního Německa
Fedcupový tým Západního Německa reprezentoval Spolkovou republiku Německo v Poháru federace od založení soutěže v roce 1963 až do německého znovusjednocení v roce 1990. Řídící organizací družstva byl národní tenisový svaz. V roce 1987 hráčky získaly jediný titul, když ve finále porazily Spojené státy 2:1. Jako poražené finalistky odešly Němky z boje o vítězný pohár čtyřikrát.
Od roku 1990 hraje v soutěži nástupnický tým Německa, kterému Mezinárodní tenisová federace přičítá všechny výsledky od roku 1963.

## Historie
Západoněmecký tým nastupoval do soutěže jako německý zástupce v letech 1963–1989. Většinu hráčských statistik družstva vedla Helga Masthoffová.
Poslední zápas družstvo odehrálo ve čtvrtfinále Světové skupiny 1989 proti Československu, v němž podlehlo 1:2 na zápasy.

## Přehled finále: 5 (1–4)
| Výsledek  | Č. | Datum a místo konání                                                                | Němky                                                 | Soupeřky                                                     | Skóre | Zdroj |
| --------- | -- | ----------------------------------------------------------------------------------- | ----------------------------------------------------- | ------------------------------------------------------------ | ----- | ----- |
| Finalista | 1. | Pohár federace 1966 15. května 1966 Turín, Itálie antuka, Turin Press Sporting Club | Helga Schultzeová Edda Budingová Helga Masthoffová    | Spojené státy                                                | 0–3   | [ 1 ] |
| Finalista | 1. | Pohár federace 1966 15. května 1966 Turín, Itálie antuka, Turin Press Sporting Club | Helga Schultzeová Edda Budingová Helga Masthoffová    | Julie Heldmanová Billie Jean Kingová Carole Caldwellová      | 0–3   | [ 1 ] |
| Finalista | 2. | Pohár federace 1970 24. května 1970 Freiburg, Německo antuka, Freiburg Tennis Club  | Helga Masthoffová Helga Höslová                       | Austrálie                                                    | 0–3   | [ 2 ] |
| Finalista | 2. | Pohár federace 1970 24. května 1970 Freiburg, Německo antuka, Freiburg Tennis Club  | Helga Masthoffová Helga Höslová                       | Judy Tegartová Karen Krantzckeová                            | 0–3   | [ 2 ] |
| Finalista | 3. | Pohár federace 1982 19. července 1982 Santa Clara, Japonsko tvrdý, Decathlon Club   | Claudia Kohde-Kilschová Bettina Bungeová              | Spojené státy                                                | 0–3   | [ 3 ] |
| Finalista | 3. | Pohár federace 1982 19. července 1982 Santa Clara, Japonsko tvrdý, Decathlon Club   | Claudia Kohde-Kilschová Bettina Bungeová              | Martina Navrátilová Chris Evertová                           | 0–3   | [ 3 ] |
| Finalista | 4. | Pohár federace 1983 24. července 1983 Curych, Švýcarsko antuka, Albisguetli TC      | Claudia Kohde-Kilschová Eva Pfaffová Bettina Bungeová | Československo                                               | 1–2   | [ 4 ] |
| Finalista | 4. | Pohár federace 1983 24. července 1983 Curych, Švýcarsko antuka, Albisguetli TC      | Claudia Kohde-Kilschová Eva Pfaffová Bettina Bungeová | Helena Suková Iva Budařová Marcela Skuherská Hana Mandlíková | 1–2   | [ 4 ] |
| Vítěz     | 1. | Pohár federace 1987 26. července 1987 Vancouver, Kanada tvrdý, Hollyburn C.C.       | Steffi Grafová Claudia Kohde-Kilschová                | Spojené státy                                                | 2–1   | [ 5 ] |
| Vítěz     | 1. | Pohár federace 1987 26. července 1987 Vancouver, Kanada tvrdý, Hollyburn C.C.       | Steffi Grafová Claudia Kohde-Kilschová                | Pam Shriverová Chris Evertová                                | 2–1   | [ 5 ] |

## Složení týmu v roce 1989
- Steffi Grafová
- Claudia Kohdeová-Kilschová
- Bettina Bungeová
- Isabel Cuetová